# Социал-демократическая партия Украины (объединённая)
Социал-демократическая партия Украины (объединённая) СДПУ(о) укр. Соціал-демократична партія України (об'єднана) — украинская политическая партия. В декабре 2005 года была учредителем Блока «Не так!», с сентября 2009 года является соучредителем Блока левых и левоцентристских сил.
Сама СДПУ(о) позиционировала себя как левоцентристская партия, что вызывало резкий диссонанс с присутствием крупных олигархов в её руководстве.

## История[3]
25—27 мая 1990 года в Киеве состоялся Учредительный съезд социал-демократических организаций Украины, в работе которого приняли участие 86 делегатов. Между двумя группами возникли идеологические противоречия, из-за чего были проведены два отдельных съезда и созданы две партии: СДПУ(о) и СДПУ. СДПУ была ассоциированным членом Народного руха Украины в 1990—1992 годах. В октябре 1991 года на II (внеочередном) съезде приняла решение о поддержке кандидата в президенты Вячеслава Чорновола и призвала своих сторонников поддержать на всеукраинском референдуме Акт о провозглашении независимости Украины.
1 ноября 1991 года Министерство юстиции Украины зарегистрировало СДПУ. На момент IV съезда в ноябре 1992 года партия насчитывала 1356 членов.
В 1995 году руководство СДПУ приняло решение объединиться с Партией прав человека (Партией гражданских прав) и Партией справедливости. Лидером СДПУ был избран министр юстиции Василий Онопенко, а его заместителем — адвокат Виктор Медведчук. 27 апреля 1996 года приверженцы Онопенко созвали съезд, на котором было принято решение о переименовании партии в Социал-демократическую партию Украины (объединенную), заместителем главы партии становится Виктор Медведчук. СДПУ(о) зарегистрирована в Министерстве юстиции 1 июля 1996 года.
27 апреля 1996 года на съезде СДПУ было принято решение переименовать партию в Социал-демократическую партию Украины (объединённую) (СДПУ(о)).
Осенью 1998 года Медведчук, Суркис и др. навязали внутрипартийную дискуссию, которая завершилась фактическим изгнанием группы Онопенко из СДПУ(о) (он создал Украинскую социал-демократическую партию (УСДП). Евгений Марчук, бывший глава СБУ и бывший премьер-министр, поддержал Медведчука.
На президентских выборах 1999 года партия поддержала действующего президента Кучму.
Фракцию СДПУ(о) в Верховной раде Украины 3 и 4 созывов в 1998—2006 возглавлял Леонид Кравчук (с мая по декабрь 1998 года парламентскую фракцию партии возглавлял Евгений Марчук).
В 2004 году СДПУ вошла в коалицию с фракциями парламентского большинства (Партия Регионов, «Трудовая Украина», Аграрная партия Украины, Народно-демократическая партия, Партия промышленников и предпринимателей Украины, «Регионы Украины», «Демократические инициативы», «Народный выбор», «Народовластие»), обязавшимися провести изменение Конституции, обеспечение победы единого кандидата на предстоящих выборах президента Украины и создании коалиции на выборах в парламент и органы местного самоуправления в 2006 году.
Виктор Медведчук заявил о намерении покинуть пост председателя СДПУ(о) ещё 29 марта 2006 года и к сентябрю подал в отставку, но политбюро отклонило его заявку, предложив сделать это на XXI съезде партии (проводился в два этапа летом 2007). 17 августа 2007 председателем СДПУ(о) был избран Юрий Загородний, первым заместителем председателя — Игорь Шурма.
26 апреля 2006 в связи с поражением СДПУ(о) на выборах Леонид Кравчук заявил о намерении «выйти из руководящих органов партии и заняться общественно-политической деятельностью в более свободном режиме», не будучи привязанным к одной партии.
Во втором правительстве Януковича СДПУ(о) была представлена министром по вопросам чрезвычайных ситуаций Нестором Шуфричем (с августа 2007 тот перешёл в Партию регионов) и министром труда и социальной политики Михаилом Папиевым. Согласно заявлению Нестора Шуфрича в марте 2007 года, «СДПУ(о) идет, если хотите, в фарватере Партии регионов. Мы отдали себя, все свои возможности, за победу Януковича… Сейчас мы сочувствуем и поддерживаем Партию регионов и коалицию вместе с правительством».
В сентябре 2009 года СДПУ(о) вместе с Коммунистической партией Украины, партией «Справедливость» и «Союзом Левых Сил» вошла в Блок левых и левоцентристских сил. Единым кандидатом на президентских выборах в 2010 году был провозглашён председатель Компартии Петр Симоненко..

## Участие в выборах
На парламентских выборах 1998 года партия набрала 4,01 %, и провела в парламент 14 списочников и 3 одномандатников.
На парламентских выборах 2002 года СДПУ(о) получила 6,27 %. Численность фракции составила 37 человек, из которых 19 прошли по партийному списку.
На парламентских выборах 2006 года СДПУ(о) не смогла преодолеть 3 % барьер. Партия участвовала в выборах в составе блока «Не так!», получившего всего 257 106 голосов (1,01 %). СДПУ рассчитывала на альянс с «Партией Регионов», но последняя решила действовать самостоятельно.
В парламентских выборах на Украине 2007 года партия участия не принимала, так как сочла их незаконными. Членам партии было рекомендовано поддержать на выборах Партию регионов, в предвыборный список которой были делегированы представители СДПУ(о) Оба решения были приняты ХХІ съездом партии.

### Численность партийцев

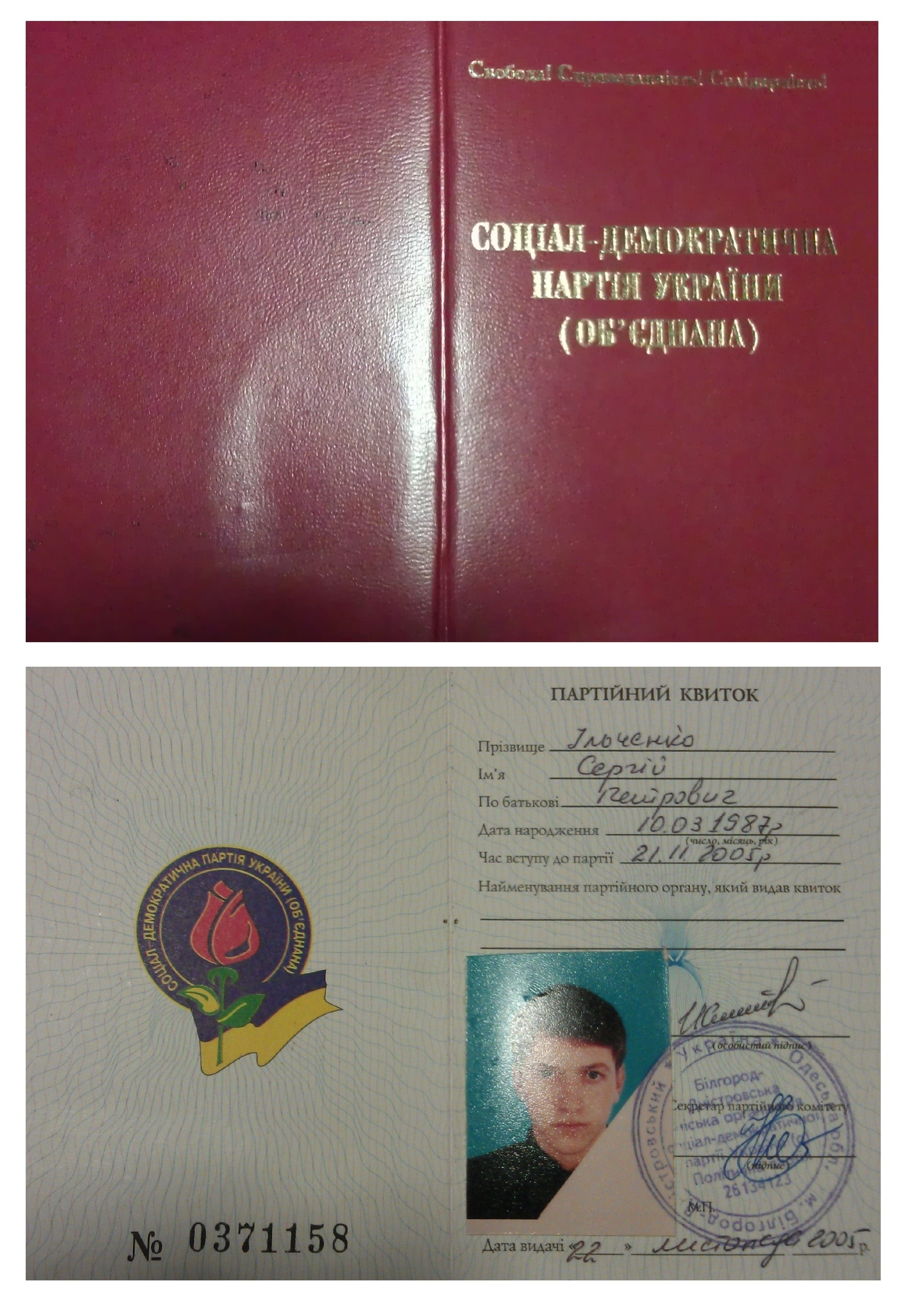
Партийный билет СДПУ(о) с 1997 по 2010 год

По состоянию на лето 2001 года численность партийцев составляла 243 000, в 2004 году их было более 400 000, к 2007 год партия располагала около 20 тысячами «членов партии, которые оформляют подписку на партийную газету и платят членские взносы».

### Съезды
- І (учредительный), 27 мая 1990 года; ІІ (внеочередной), Донецк, октябрь 1991 г., 52 делегата; ІІІ, Киев, май 1992 г., 59 делегатов; ІV, Киев, ноябрь 1992 г., 110 делегатов; V (объединительный), 1993 г.; VІ, 1994 г.; VІІ, 1994 г.
- XII, 1997 год — по предложению Марчука было решено объявить партию оппозиционной (спустя год, на XIII съезде, политологи будут констатировать отсутствие малейших упоминаний об оппозиционности, равно как и критики действующей власти[4]).
- XIII, октябрь 1998 года — председателем партии был избран Виктор Медведчук.
- XVII, 2003 год — о процедуре выдвижения единого от парламентского большинства кандидата на пост президента Украины.
- XVIII, июль 2004 года, Харьков — поддержка кандидатуры премьер-министра Виктора Януковича на пост президента Украины.
- XX, декабрь 2005 года, Киев, 1147 делегатов — создание избирательного блока («Не так!») вместе с Республиканской партией Украины, ВО «Женщины за будущее» и ВО «Центр» (1008 голосов «за»).
- XXI, лето 2007 года, Киев — председателем партии был избран Юрий Загородний.
- XXII[14], октябрь 2009 года, 249 делегатов, Киев — образование вместе с КПУ, партией «Справедливость» и партией «Союз Левых Сил» избирательного блока «Блок левых и левоцентристских сил» (244 голоса «за»); поддержка выдвижения единым кандидатом на пост президента Украины на выборах-2010 Петра Симоненко (236 голосов «за»).

## Руководство
- Председатель (с августа 2007 года) — Юрий Загородний.
- 1-й заместитель (с августа 2007 года) — Игорь Шурма.
- Заместители: Алексей Мустафин (с апреля 2005 года), Ефим Фикс (с апреля 2005 года).